# Delphinium brachycentrum
Delphinium brachycentrum är en ranunkelväxtart. Delphinium brachycentrum ingår i släktet storriddarsporrar, och familjen ranunkelväxter.

## Underarter
Arten delas in i följande underarter:
- D. b. beringii
- D. b. brachycentrum
- D. b. maydellianum

## Bildgalleri

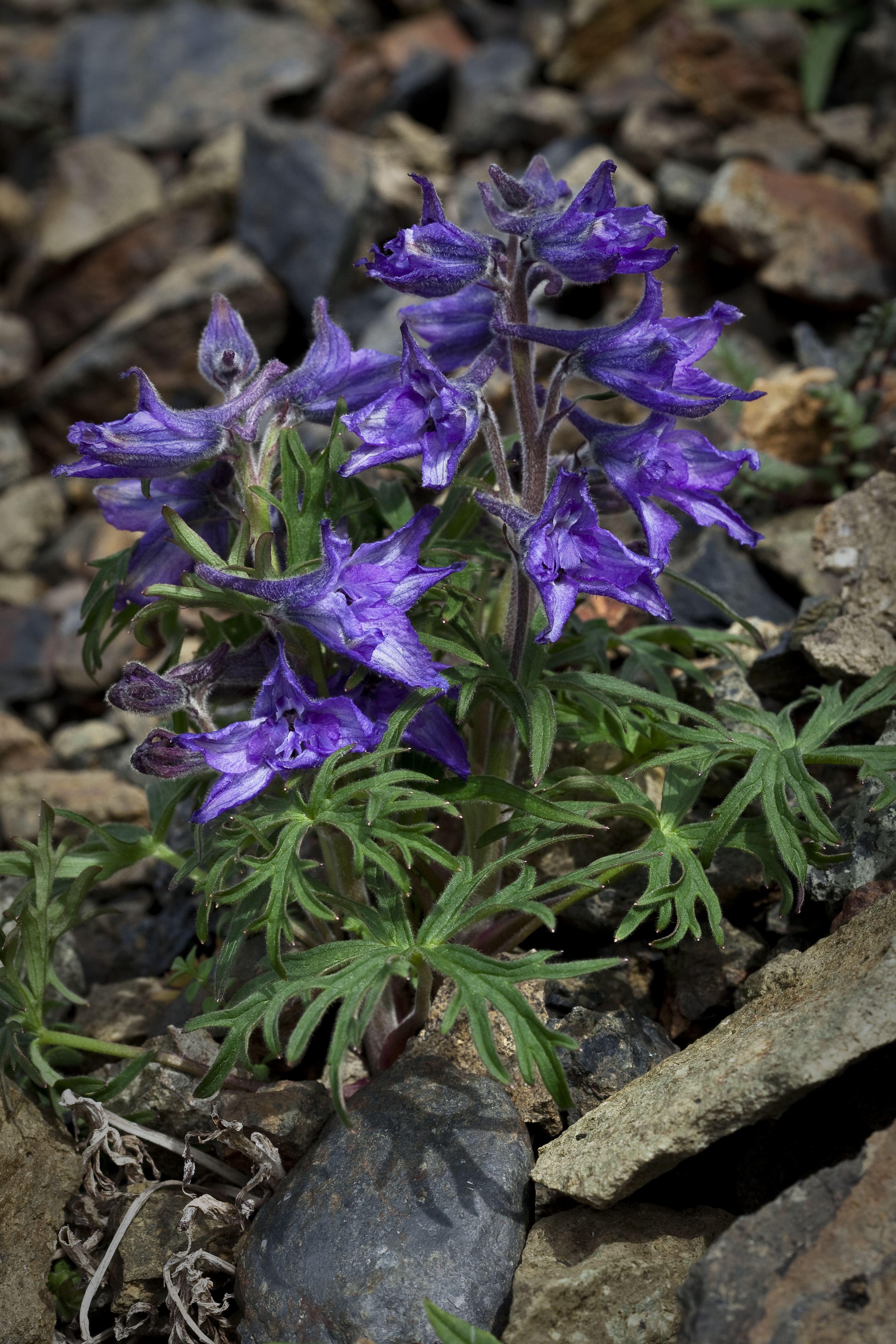